# Old Spanish Pointer

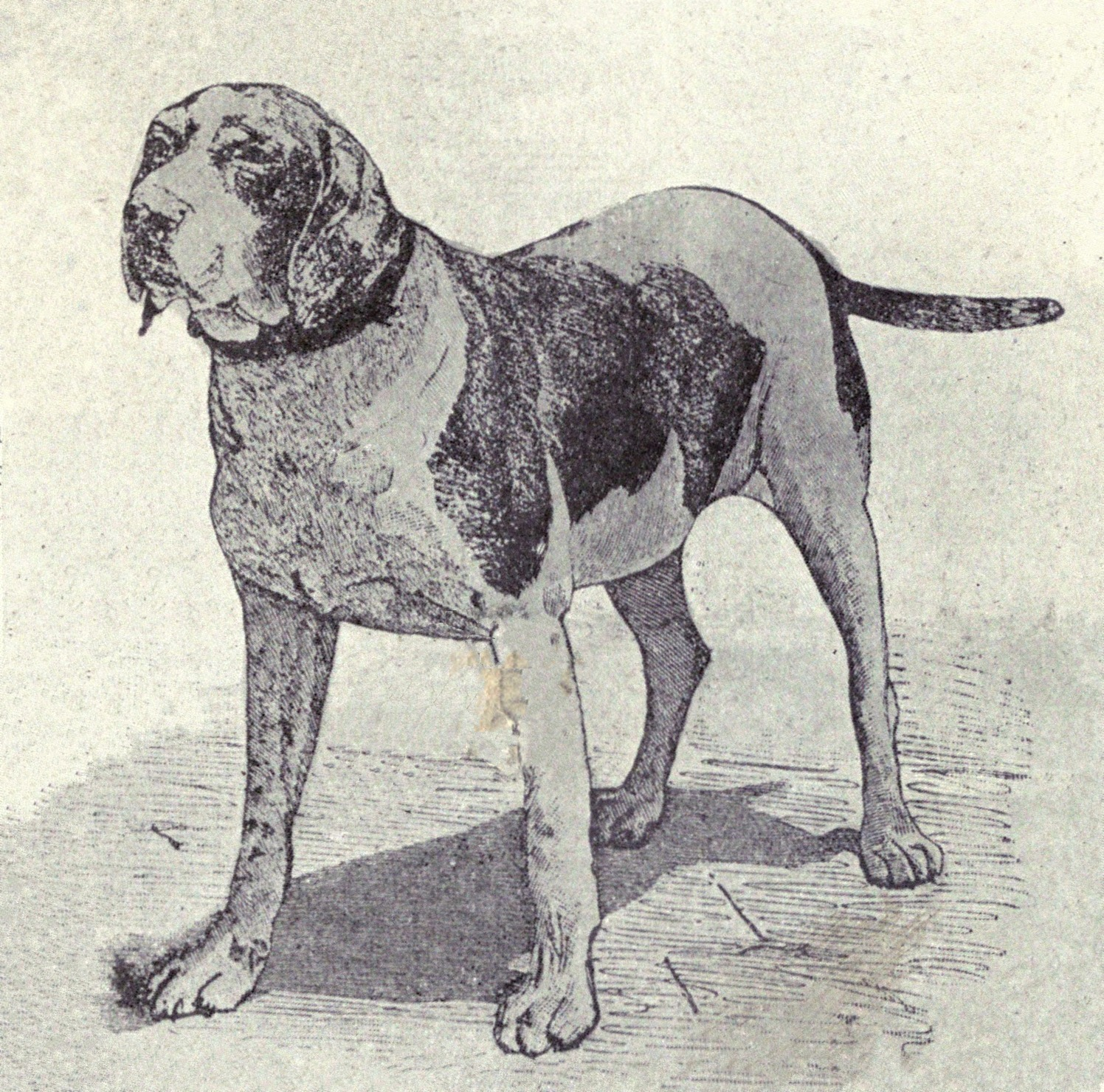
Perro de Punta Español

L'Old Spanish Pointer, o Perro de Punta Español, è una razza estinta (o Landrace ) di cane originario della Spagna, che si ritiene essere l'ultimo antenato di quasi tutti i cani da ferma.
Sebbene la Spagna sia l'origine dei cani da ferma, gli inglesi più spesso menzionavano il Pointer spagnolo e portarono dei cani in Inghilterra nel XVII e XVIII secolo.  Stonehengue, uno studioso di pointer cinófilo, scrisse alla fine del XIX secolo che il cane era stato allevato selettivamente per essere più veloce utilizzando solo esemplari più leggeri e più veloci.
Secondo esperti lo Spanish Pointer è stato introdotto in Gran Bretagna ed incrociato con Greyhounds e English Foxhounds, dando luogo all'inglese Pointer.
Allo stesso modo, in Germania nel 17 ° secolo, il cane da ferma tedesco a pelo corto è stato il risultato di incroci di cani tedesco, spagnolo e Puntatori Bloodhounds.
Il pachón navarro è generalmente visto come la razza di cani che assomiglia di più all'antico puntatore spagnolo.